# Kinetoskop

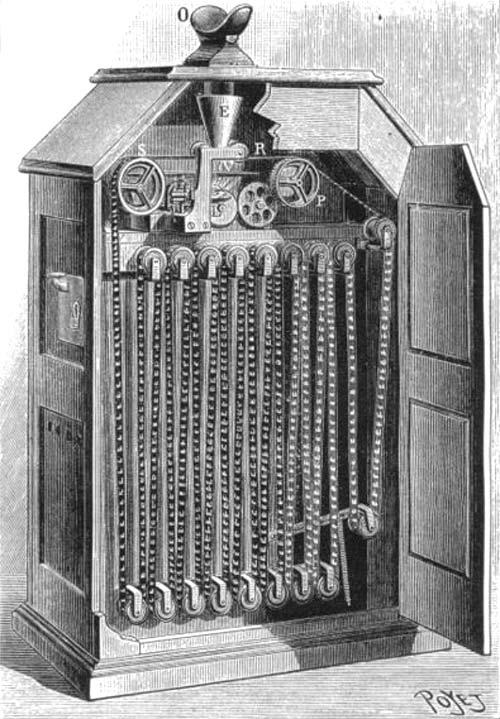
Pierwszy kinetoskop Edisona; film oglądany był przez wizjer przez jednego widza.

Kinetoskop – urządzenie służące do wyświetlania ruchomych obrazów. Zostało opatentowane przez Thomasa Alvę Edisona w 1891 roku, jako urządzenie przeznaczone dla jednego widza, działające na zasadzie fotoplastykonu.